# 保护继电器
在电气工程中，保护继电器是设计用来當检测到故障时，跳脫断路器達到保護特定設施的装置，特定設施可以是發電機、變壓器、輸電線路等等。

## 操作原则
無

## 按功能分类
ANSI Device Numbers列出不同功能的電驛代號，舉例來說，一個87L電驛代表這是一個輸電線路差流電驛，87代表差流電驛，L代表保護標的是輸電線路。

### 差流保護電驛
這種電驛的工作原理是基於克希荷夫電流定律，此定律是說，流進與流出某一個節點的電流總和為零。差流保護需要在輸電線路的兩端或每一個變壓器端設置比流器，差流電驛透過比流器取得流經量端的電流並計算兩邊的差異。

### 方向性電驛
方向性電驛藉由電壓及電流的向角來決定故障方向。

## 外部連結
- Silent Sentinels 1949 edition online text  （页面存档备份，存于）